# 向丘 (文京區)
向丘（日语：／ Mukōgaoka */?） 是東京都文京區的町名，分向丘一丁目與向丘二丁目。2013年（平成25年）8月1日為止的居住人口有6,526人。郵遞區號為113-0023。

## 地理
町內以住宅街為主，另有文京學院大學、短期大學等、東京都立向丘高等學校、郁文館高等學校、郁文館全球高等學校、郁文館中學校、文京區立第六中學校等多間教育設施。

## 歷史
由駒込東片町、駒込肴町、駒込蓬萊町、駒込追分町、駒込淺嘉町等合併成立。

### 地名由來
本地是面向上野忍岡不忍池的台地。

## 交通

### 鐵路
- 東大前站（東京地下鐵南北線、一丁目）
- 本駒込站（東京地下鐵南北線、二丁目）

另外也可利用白山站（東京都交通局三田線）、根津站、千駄木站（東京地下鐵千代田線）。

### 巴士
- 本鄉追分、向丘一丁目、向丘二丁目
  - 都營巴士
    - 東43 荒川土手、江北站前（行經駒込醫院前、田端站前）
    - 東43 東京站丸之內北口（行經本鄉三丁目站前、御茶之水站前）
    - 茶51 駒込站南口
    - 茶51 御茶之水站（行經本鄉三丁目站前、神田明神）、秋葉原站前（行經本鄉三丁目站前、御茶之水站前）
- 白山上
  - 都營巴士
    - 草63 淺草壽町（行經西日暮里站前、三之輪站前）
    - 草63 池袋站東口（行經巢鴨站前、西巢鴨）

### 道路
- 國道17號
- 東京都道452號神田白山線（大觀音通）
- 東京都道455號本鄉赤羽線（本鄉通）

## 備註
1. ↑  『角川日本地名大辞典 13　東京都』、角川書店、1991年再版、P993
2. ↑  .   [2013-08-07]. （原始内容存档于2013-05-13）.

## 外部連結
文京區官方網站